# Wiatrołom
Wiatrołom – drzewa połamane silnym wiatrem. Wiatrołomy to częsty efekt przechodzenia tornad i silniejszych wiatrów nad lasami. 
Wiatrołomy ze względu na duże zagrożenie są usuwane z terenu, na ich usuwanie w Polsce wymagane jest uzyskanie odpowiedniego zezwolenia.

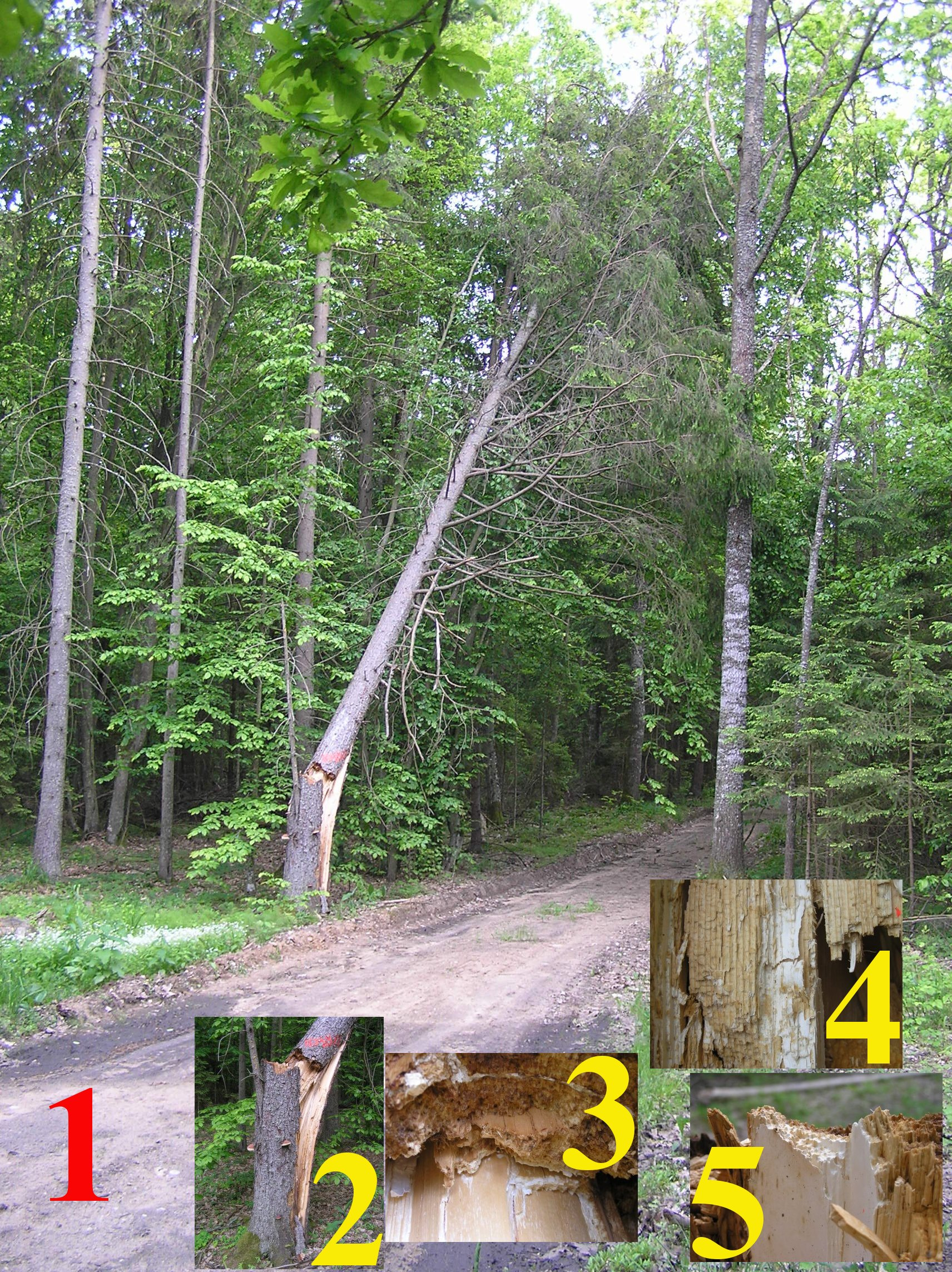
Osłabiony świerk pospolity, ze zgnilizną wywołaną pniarkiem obrzeżonym i połamany przez wiatr
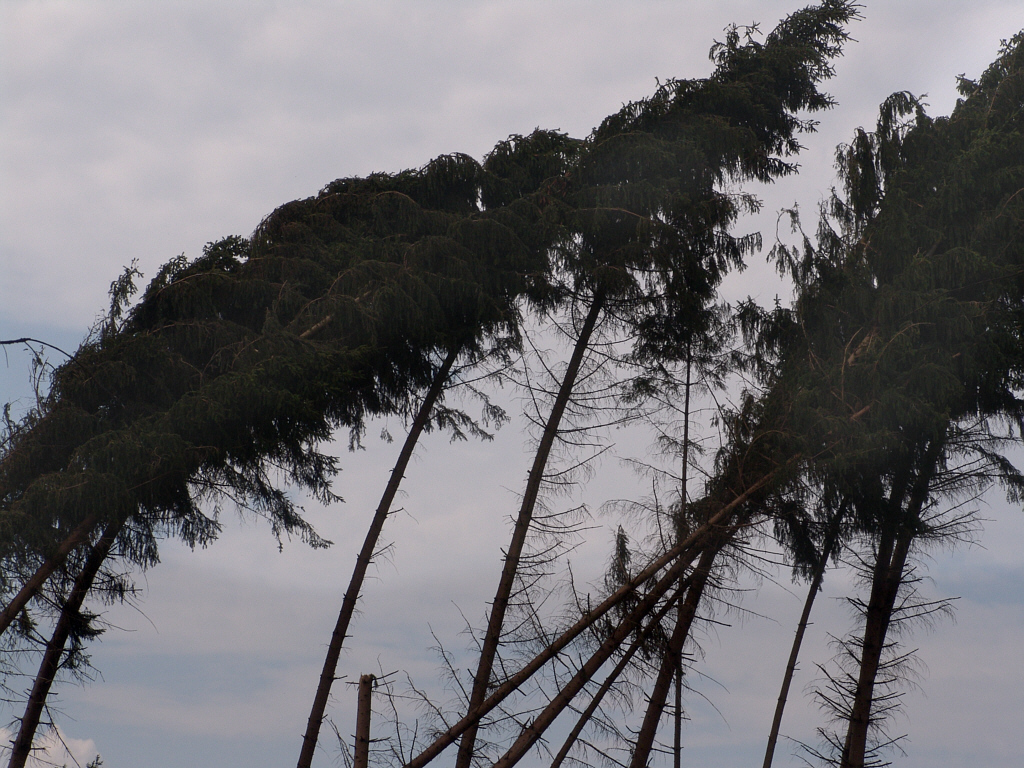
Świerki pochylone i połamane pod wpływem działania wiatru
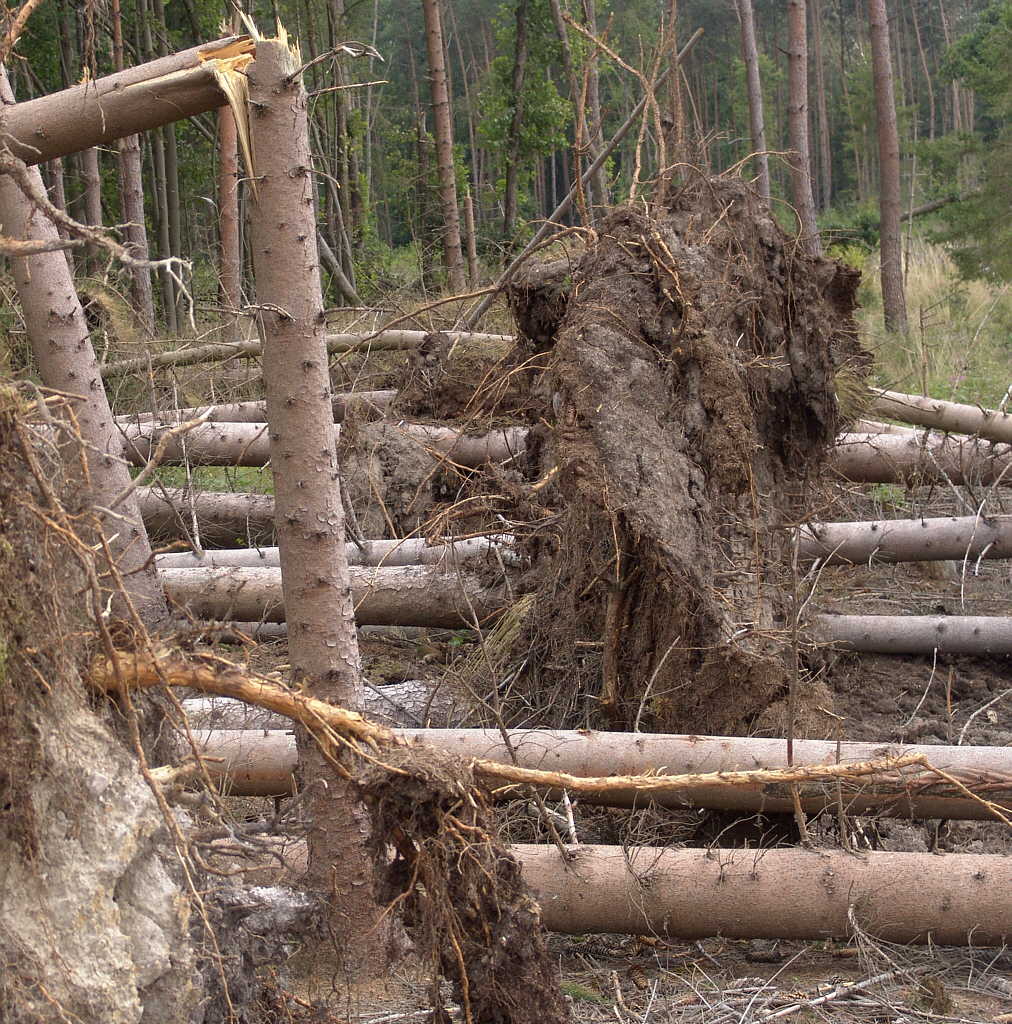
Świerki wywrócone (wywroty, wiatrowały) i połamane (złomy) w okolicach Fichtenwalde w Niemczech
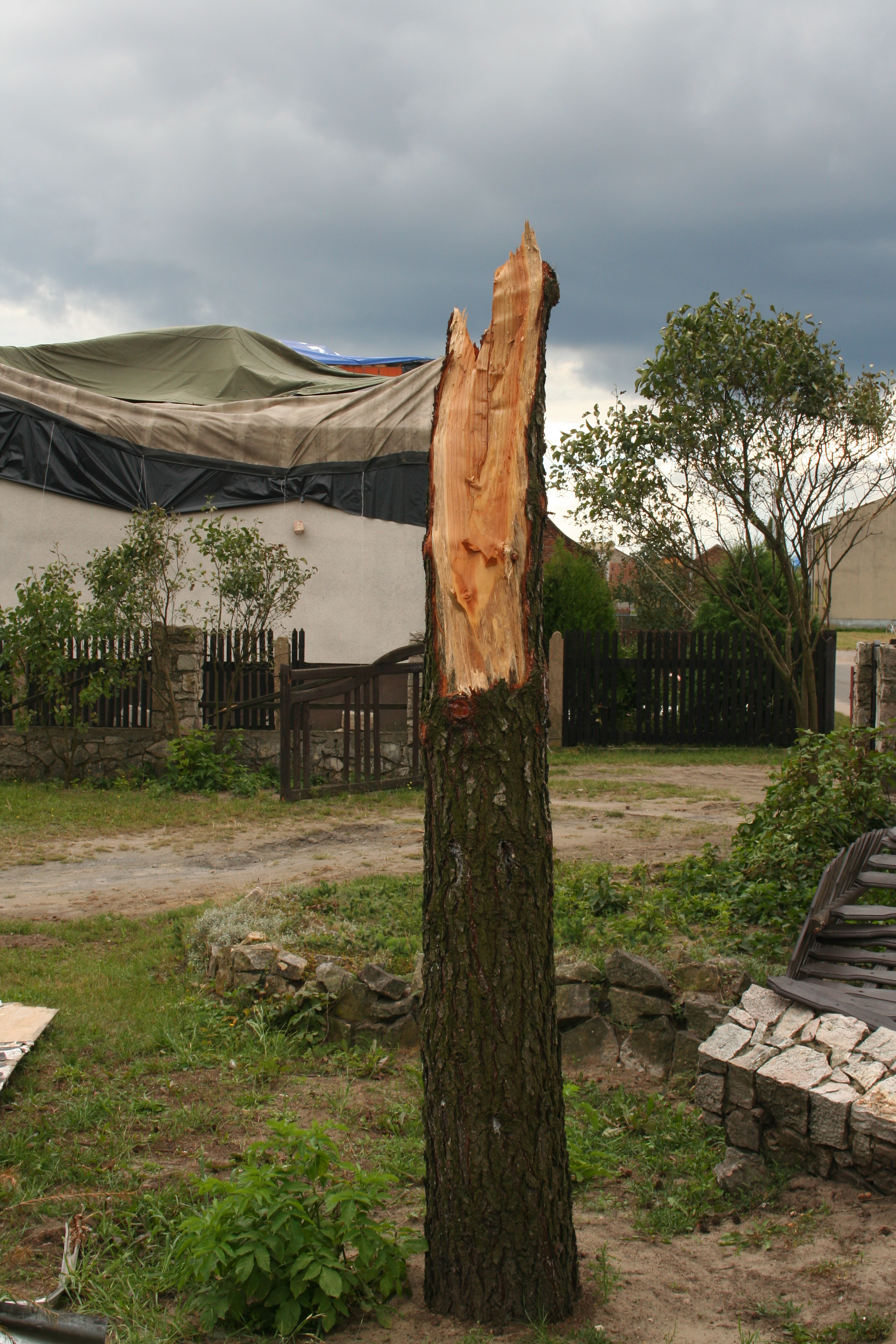
Złamany pień modrzewia europejskiego w miejscowości Kalina po przejściu tornada w 2008
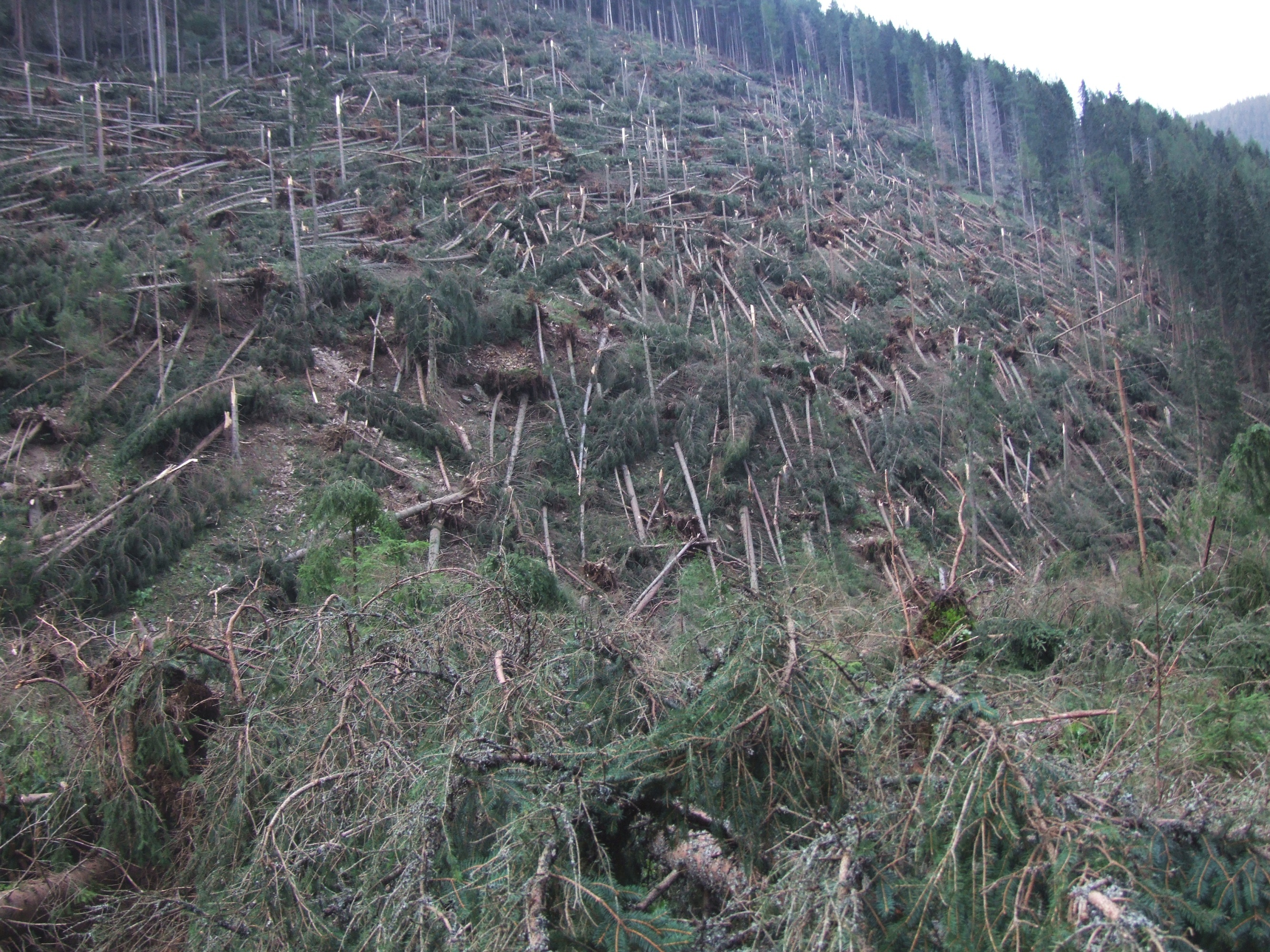
Wiatrołom w Tatrach (Dolina Jamnicka, 2007 r.)
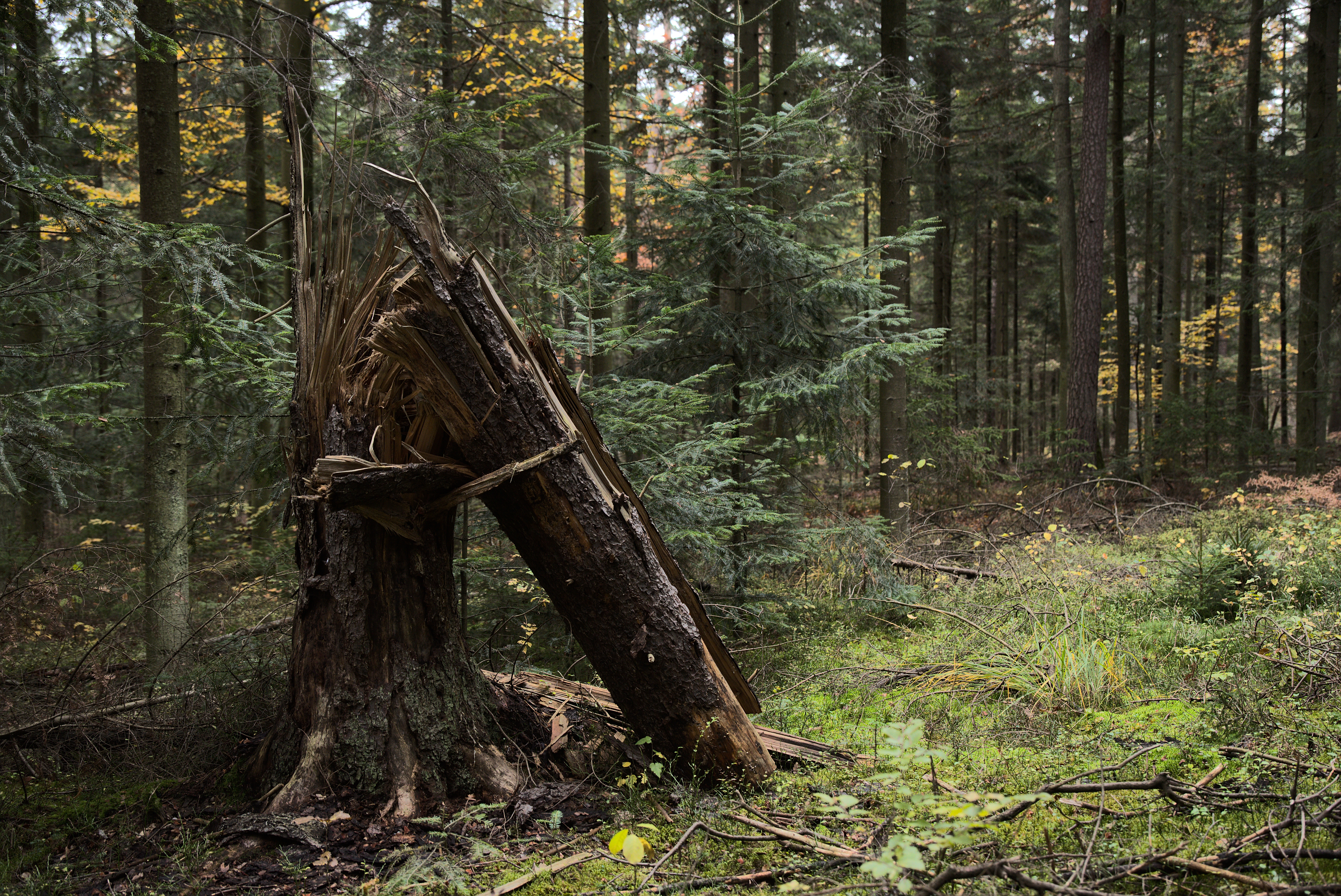
Złamana sosna w województwie świętokrzyskim (piekło Dalejowskie 2020 r.)